# Delphinium gubanovii
Delphinium gubanovii là một loài thực vật có hoa trong họ Mao lương. Loài này được Frizen mô tả khoa học đầu tiên năm 1990.